# Källkritik

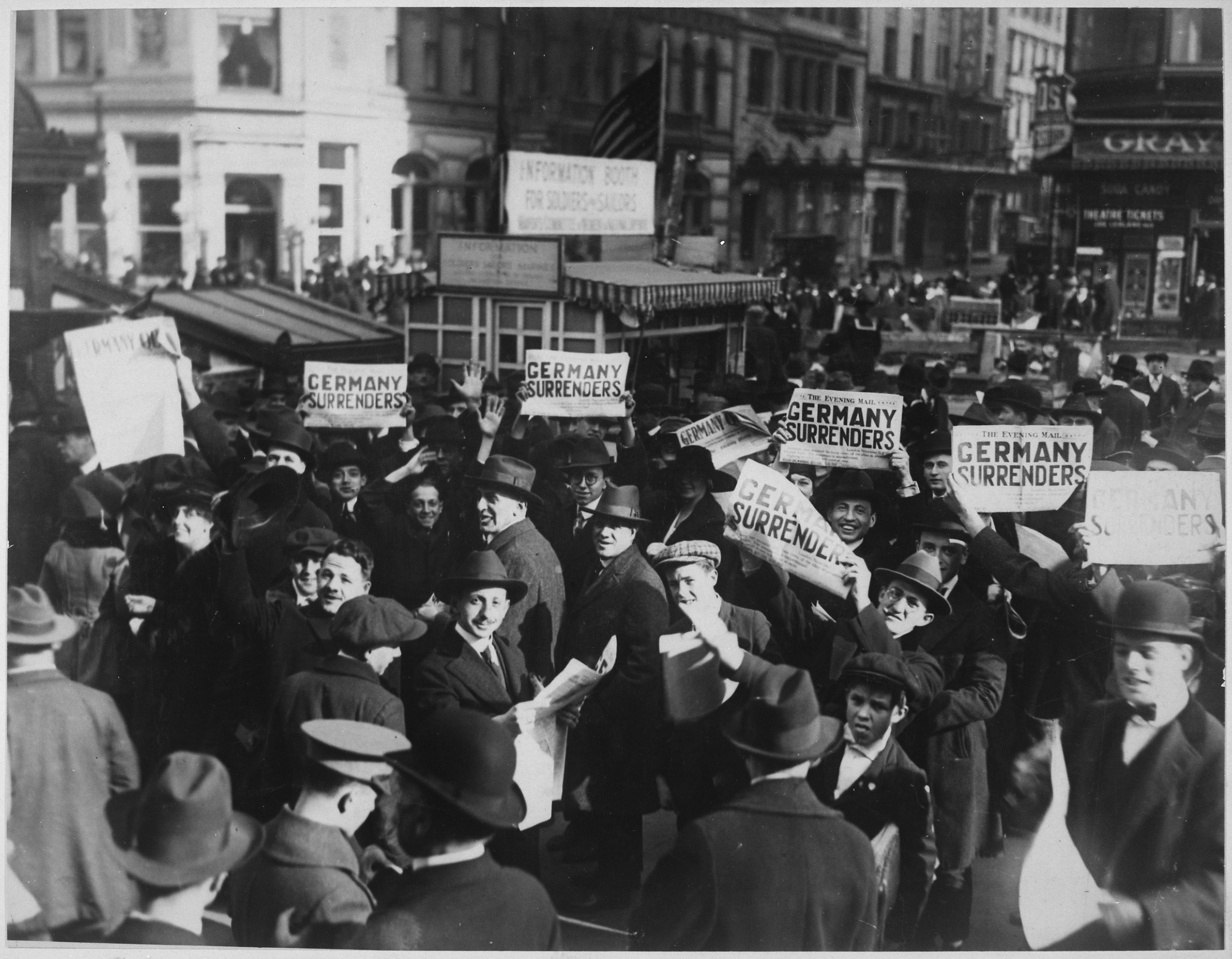
Rykten om sannolika händelser kan ibland tas för sanning. På bilden människor i New York som firar Tysklands kapitulation i första världskriget fyra dagar innan den verkligen ägde rum.

Källkritik är kritisk granskning av källmaterial och bedömning av trovärdigheten av påståenden som ges i en informationskälla. Källkritik är en central vetenskaplig metod för att bedöma vilka uppgifter från en uppgiftslämnare som är trovärdiga.
Källkritikens kriterier utvecklades ursprungligen för historievetenskapen för att värdera vilka uppgifter i historiska och religiösa dokument som är myter eller propaganda, eller har förändrats genom muntlig berättartradition, och vilka som är sannolika. Källkritik har också visat sig vara användbar inom andra vetenskaper, av skolelever, journalister och författare, och av alla som försöker skapa sig en bild av verkligheten ur samhällets informationsflöde.
Kriterierna innebär att man frågar sig vem som är upphovsperson till källan (vilken kunskap personen har), när källan tillkom, varför (om personen är neutral), och om uppgifterna kan kontrolleras och samstämmer med andra oberoende källor.

## Förhållningssätt vid uppsatsförfattande
Vid skolelevers, universitetsstudenters och forskares uppsatsförfattande (i betydelsen facklitterär utredande text) refererar, recenserar och citerar man ofta andra källor, som man anger i en källförteckning och med källhänvisningar. Då är källkritiken användbar för att avgöra vilka källor som är olämpliga, och vilka man kan sätta störst tilltro till om de motsäger varandra. Uppsatsförfattare bör eftersträva publicerade och sakliga böcker och artiklar som källor, författade av oberoende experter, gärna akademiska forskare. Sådana källor finns tillgängliga på bibliotek, och inskannade på Google Böcker och Google Scholar. För skolelever är nyskrivna läroböcker på lämplig nivå användbara som trovärdiga källor.
Ett källkritiskt förhållningssätt innebär att man vågar ifrågasätta påståenden i källor med sakliga argument. Det innebär att man är särskilt skeptisk mot sådant som icke-experter och icke-neutrala personer skriver i bloggar, på nätforum och på privata webbplatser, mot reklam, politiskt och religiöst vinklade budskap, studentuppsatser, med mera.

### Vanliga rekommendationer
Vanliga rekommendationer till uppsatsförfattare är att ställa sig följande frågor om varje källa:
- Vem är källans författare? Är författaren expert på området och neutral?
- I vilket syfte har källan skapats? För att sakligt presentera faktauppgifter, för att göra reklam, för att argumentera för egna åsikter eller för att underhålla?
- Är informationen aktuell? Går det att hitta något datum för publiceringen?
- Har andra faktagranskat och godkänt publiceringen? Ligger en myndighet eller stor organisation bakom informationen, och är det viktigt för organisationen att informationen är korrekt? Är källan en forskningspublikation som har granskats av andra forskare? Är källan en lärobok som har getts ut på ett akademiskt läromedelsförlag?
- Kan andra kontrollera uppgifterna? Uppger författaren i sin tur källor eller sina kontaktuppgifter, eller redovisar författaren tillvägagångssätt som han eller hon har använt för att komma fram till sina slutsatser på ett sätt så att undersökningen eller experimentet kan upprepas?
- Går det att hitta andra trovärdiga källor? Säger andra källor samma sak?

## Vetenskaplig källkritik
Inom historievetenskapen har följande fyra kriterier för källkritik som vetenskaplig metod vuxit fram (ursprungligen utvecklade av Leopold von Ranke och för Sverige Lauritz Weibull):
1. Identifikationen av källan, där man försöker avgöra om dess upphovsman är den som uppges, om källan är äkta eller ett falsarium (äkthetskriteriet), upphovsmannens kunskap, källans tillkomstsituation och avsikten med tillkomsten.
2. Tidskriteriet (även samtidighetskriteriet eller närhetskriteriet), där man bedömer upphovsmannens närhet i tid och rum till den information källan förmedlar, det vill säga om det är förstahandsuppgift från ett ögonvittne (samtidsvittne), eller om muntlig tradition kan ha förändrat uppgiften.[1] Vid forskningsresultat bedömer man tvärtom om källan fortfarande är aktuell eller om det även finns nyare rön,[7] men också om källan är den som först myntar ett begrepp eller återger dess ursprungliga definition.
3. Beroendekriteriet, där man bedömer samstämmiga källors interna beroende av varandra.[1]
4. Tendenskriteriet, där man bedömer upphovspersonens intresse av att påverka opinioner i en bestämd riktning.[1] Detta innefattar även urvalskriteriet, där man bedömer upphovspersonens val av källor och deras tendens, inklusive en bedömning av vilka källor som saknas som eventuellt skulle kunna förändra utsagan.

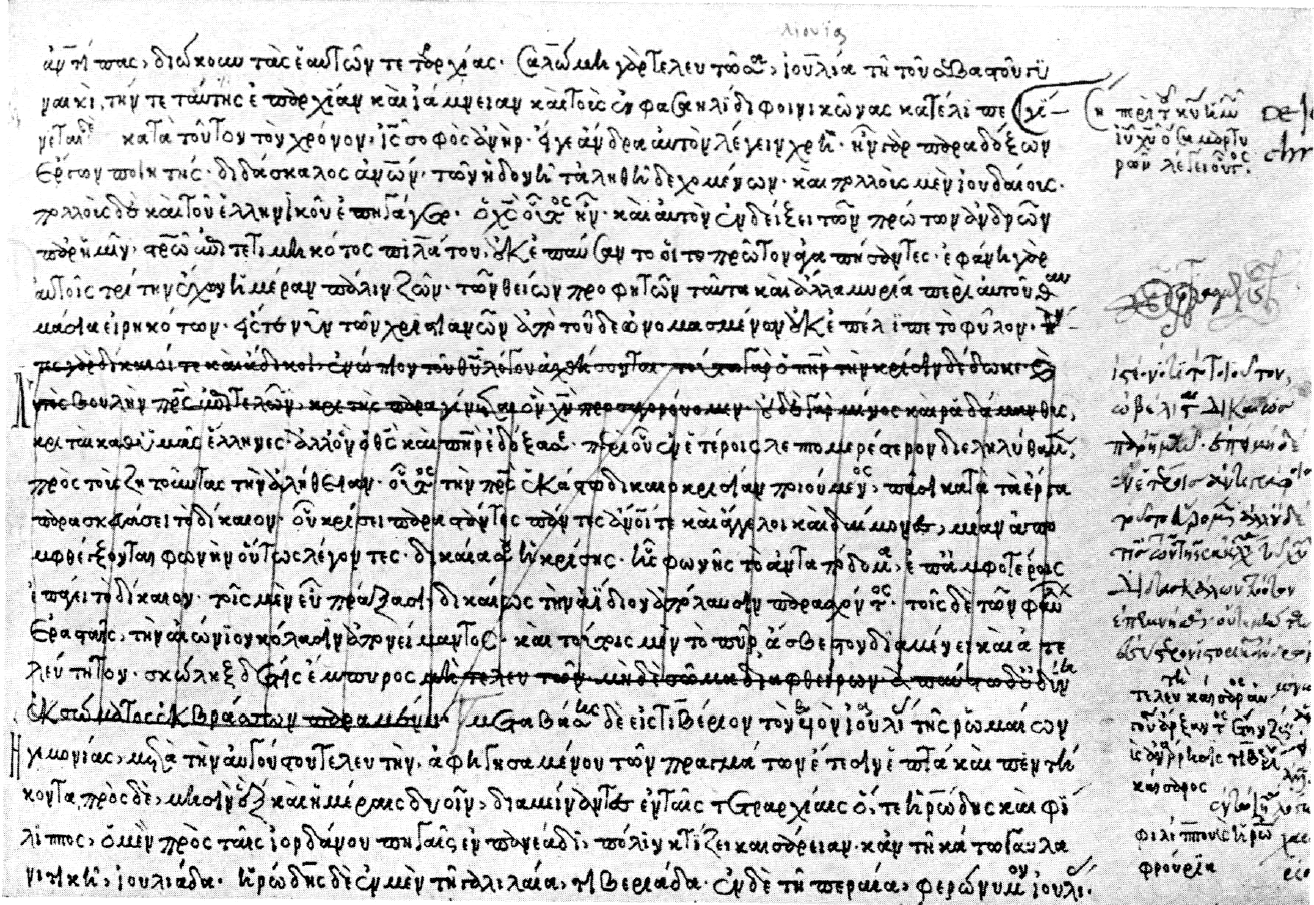
Ett utdrag ur Flavius Josefus Testimonium Flavianum har infogats i en 1400-talsavskrift av en annan skrift av författaren, tillsammans med en annan text med klar kristen prägel. Detta andra tillägg har strukits över av en bysantinsk skriftlärd med motiveringen att det saknades i de då kända handskrifterna.

Exempel på historievetenskaplig tillämpning av källkritikens fyra kriterier:
(1) Identifikation av källan till fragmentet Testimonium Flavianum (se bild) troliggör att det var den judiske historikern Flavius Josefus. Denne var nästan (2) samtida med Jesus och anses (3) oberoende av kristendomen. Fragmentets ursprungliga uppgifter om Jesu historicitet äger i så fall hög trovärdighet. De avskrifter som finns bevarade från 400-talet och framåt innefattar emellertid formuleringar vilka enligt (4) tendenskriteriet inte kan vara äkta, utan har tolkats som senare interpolationer (tillägg) av kristna skribenter. Många forskare menar att det med källkritisk metod går att återskapa en trovärdig text som Josefus skulle ha kunnat skriva, genom att avlägsna tendentiösa formuleringar.

### Kategorisering av källor

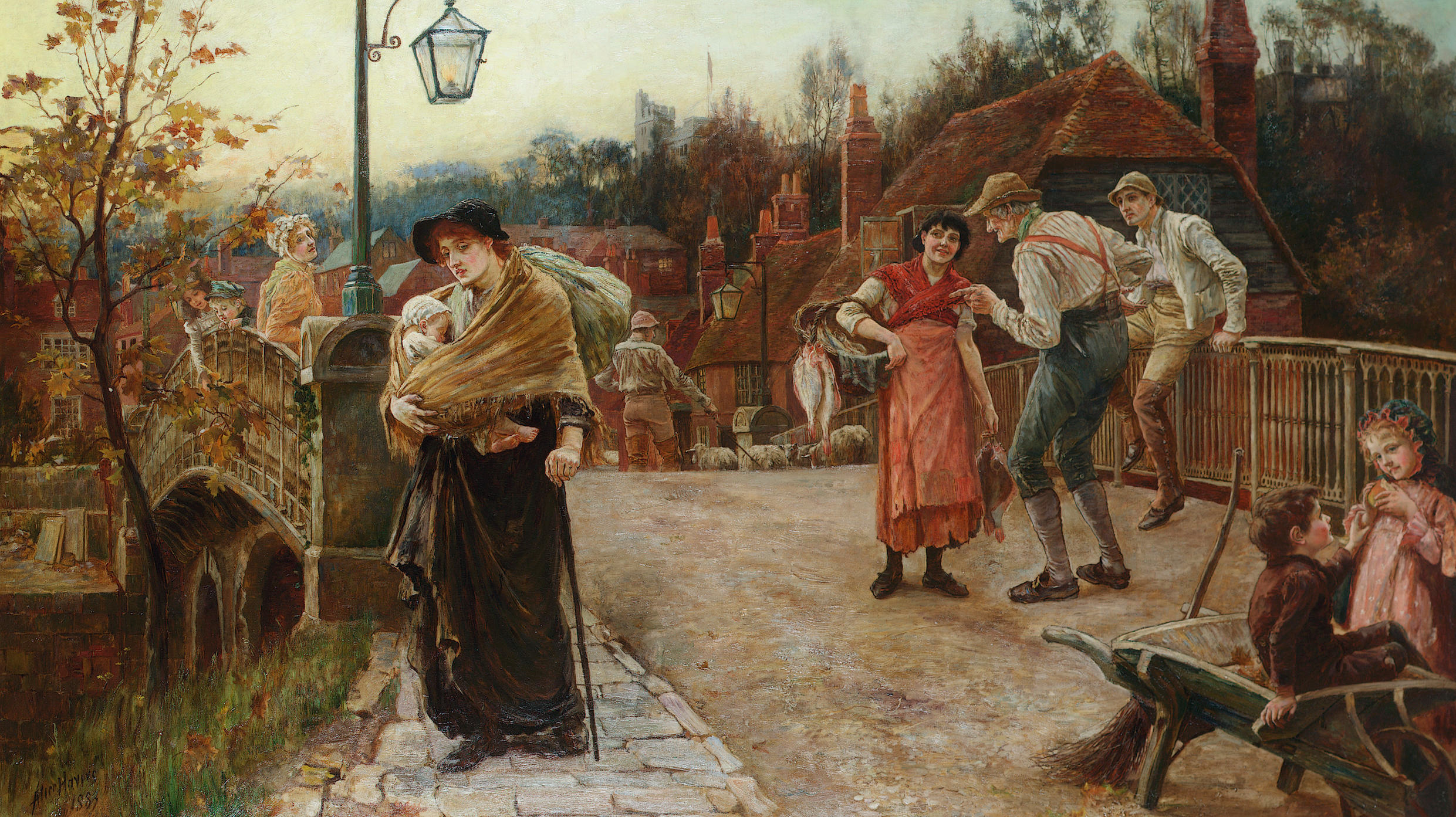
Spridda rykten är ofta själva motsatsen till trovärdig information. Det är svårt att kontrollera källan till informationen och vad som egentligen är sant.

Inom källkritiken kategoriseras källor enligt en hierarkisk ordning:
- En primärkälla är ett ögonvittne. En primärkälla har inte granskats, värderats och filtrerats av oberoende experter innan publiceringen. Risken är stor att en sådan har ett icke-neutralt perspektiv. Den kan motsägas av andra källor och ge utrymme åt uppgifter som inte är tillräckligt noterbara för att spridas vidare. Ibland inkluderas även första publicering av vetenskaplig forskning (primärforskning eller originalforskning) i begreppet, även om publikationen kan ha granskats kollegialt av andra forskare innan publiceringen.
- En sekundärkälla granskar, värderar, tolkar och refererar primärkällor. Om den skrivs av en neutral expert som har använt vetenskaplig metod kan den ha en högre trovärdighet, men det finns också bristfälliga sekundärkällor.
- En tertiärkälla sammanfattar det som primärkällor, sekundärkällor och andra tertiärkällor har meddelat utan egen analys, ofta mycket summariskt, och riskerar att göra förenklingar. Uppslagsverk, populärvetenskapliga texter och vissa läroböcker och vetenskapliga översiktsartiklar beskrivs som tertiärkällor, och kan vara användbara för att påvisa att en uppgift är välkänd eller en teori är etablerad och central inom ett ämne. Vissa är användbara för att hitta de mest framstående primär- och sekundärkällorna i området.[9]

Att uppge såväl primärkälla som sekundärkälla för en uppgift, och eventuellt också tertiärkälla, underlättar för läsaren att kontrollera och värdera informationen.

### Ytterligare aspekter
Källkritik handlar mycket om att skapa sig en uppfattning om den helhet (kontext) vari den presenterade uppgiften ingår. Med bas i denna uppfattning kan man sedan fördjupa metoden för källkritik.
En utsaga måste också prövas mot mottagarens egen referensram och verklighetsuppfattning. Därtill krävs att mottagaren har tillräckliga förkunskaper för att tolka källan korrekt. God källkritik vilar således på god ämneskunskap hos den som gör källkritiken.
Vissa författare (till exempel Alvesson & Sköldberg, 2017) menar, att en källkritisk analys bör kompletteras med "empati" för att förstå situationen vari källan har skapats, vilket enkelt kan beskrivas som en utveckling av identifikationen av källan ovan. Med detta menas att söka sätta sig in i källans (sändarens) situation och förstå det sammanhang varur källavtrycket emanerar.
Tradering är en form av rundgång när medier refererar till varandra om och om igen, och den ursprungliga källan försvinner i mängden. Här är det viktigt att leta rätt på förstahandskällan.

## Internet som källa
Via internet sprids allt mer information till en stor publik från privata hemsidor, forum, sociala nätverk, bloggar, hatsajter och tidningars kommentarsfält av personer som själva inte är experter och inte är neutrala. Mellanliggande kontroll saknas ofta från förlag eller redaktioner. Sådana källor innebär att stora källkritiska krav ställs på varje internetanvändare, och de är olämpliga eller tveksamma som källor för uppsatser.
Den som får sin information enbart från internet, i synnerhet från sociala medier, riskerar att hamna i en filterbubbla där endast vissa perspektiv visas. Orsaken är att sökalgoritmer skräddarsyr informationsflödet till personens intressen, sökningar och gilla-markeringar, att personen endast ser information som en begränsad bekantskapskrets sprider vidare, eller att personen främst läser icke-neutrala nyhetskanaler och bloggar.
I en undersökning från 2021 ansåg 17 procent av de svenska internetanvändarna att det var svårt att avgöra om information på nätet som de såg, hörde eller läste var sann eller falsk. 37 procent ansåg tvärtom att det var lätt att avgöra sanningshalten i information på internet. Undersökningen visade vidare att män ansåg att det var lättare att avgöra om information på nätet är sann eller falsk än vad kvinnor gjorde. Samma undersökning visade 2020 att den samhällsgrupp som upplevde att de hade lägst källkritisk förmåga var de med endast grundskoleutbildning (38 %).
4 av 10 svenska internetanvändare hade 2019 fått utbildning i källkritik och hur man värderar information på internet.

### Varningslistor
Det finns varningslistor över:
- pseudovetenskapliga webbplatser, som försöker ge sken av att vara vetenskapliga utan att vara det,[15][16] eller sprider konspirationsteorier utan bevis[17]
- viralsajter, som eftersträvar spridning genom klickbeten snarare än rykte som trovärdiga källor.[18]
- bluffwebbplatser som sprider påhittade nyheter, ofta som parodi eller satir,[19][20][21]
- företag med oseriösa försäljningsmetoder på internet.[22]
- nyhetsrapportering som återkommande använder ifrågasatta källor och presenterar fejknyheter[23]
- nyhetsrapportering som har en stark ideologisk vinkling i omdömen och ämnesval.[24]

Baserat på onlinetjänsten Web of Trust (mywot.com) och Viralgranskarens varningslista har det tidigare funnits webbläsartillägg som indikerade omdömen för webbplatsers trovärdighet och rykte och ibland kunde vara till hjälp.

### Spridning av uppgifter på sociala nätverk

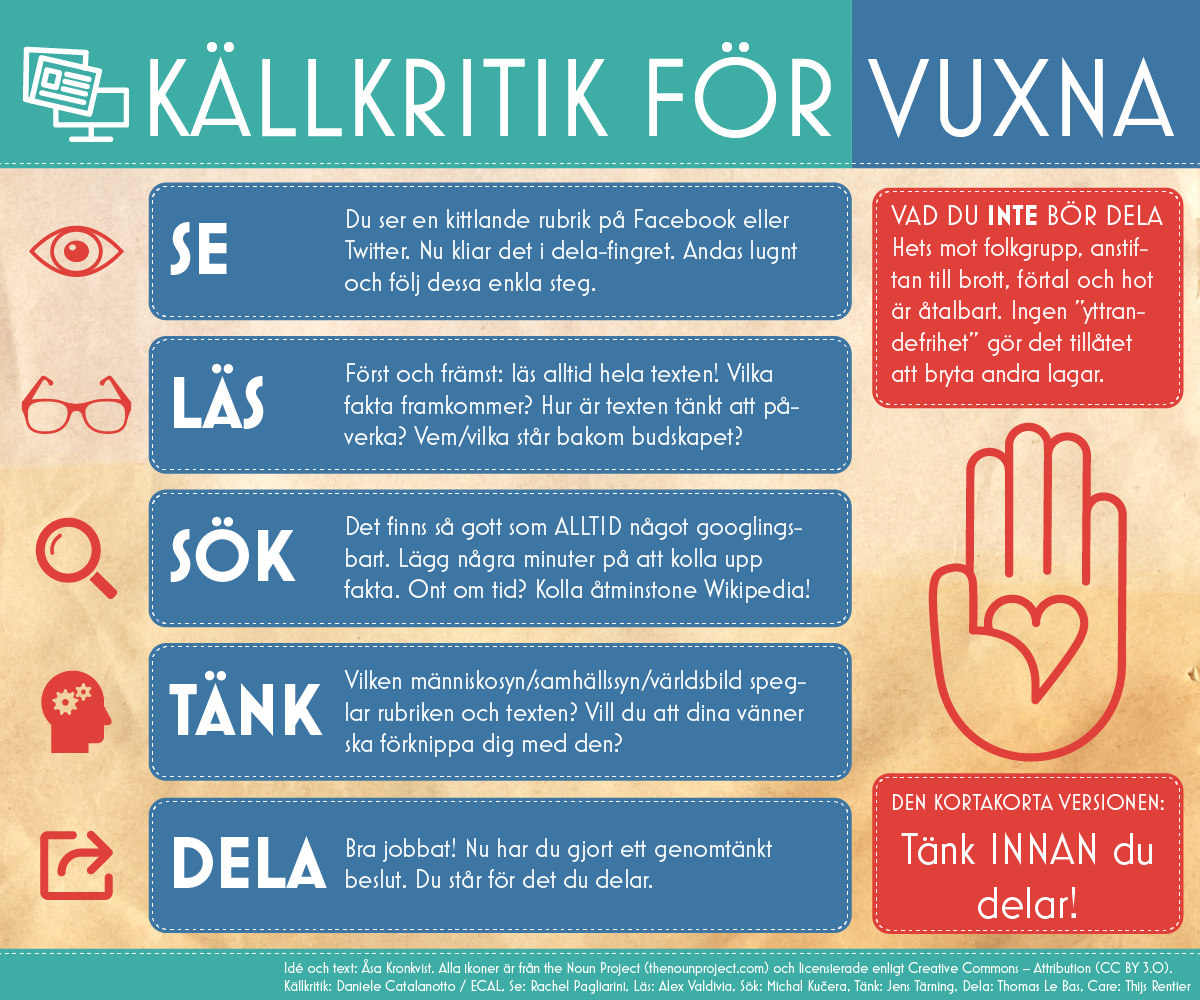
Affisch med goda råd för källkritik innan man sprider information på sociala nätverk.

Uppgifter på sociala medier som har blivit virala är inte sällan faktoider, moderna vandringssägner och ogrundade konspirationsteorier. Bilder som får stor spridning i samband med väpnade konflikter eller politiska val kan vara avsiktligt missledande och del i desinformationskrig. De behöver kontrolleras genom att söka i andra nätkällor, läsa kommentarer från andra användare och söka efter händelsen tillsammans med "fact check" för att se om faktagranskning har gjorts. Uppgifter utan datum och som är svåra att kontrollera på grund av brist på detaljer eller avsaknad av källhänvisning kan cirkulera i många år på sociala nätverk, långt efter att de är aktuella.
Att sprida vidare efterlysningar av försvunna och uthängningar av gärningsmän kan drabba oskyldiga, eftersom man inte känner till hela historien. Bilder och filmer kan vara manipulerade, eller från helt andra händelser än som uppges i bildtexten, vilket ibland kan upptäckas genom att söka efter identiska bilder med sökmotorer för bildsökning eller genom att kontrollera filens metadata såsom datum som har sparats av kameran. Falska uppgifter kan spridas från påhittade användarprofiler av personer som vill provocera (internettroll) eller som vill sprida näthat.

### Internetkällor i uppsatser
Krönikor, bloggar, insändare, ledarspalter och bloggar, även i etablerade medier med ansvarig utgivare, har en agenda och syftar inte till att vara neutrala. Även internetkällor som är mer trovärdiga, exempelvis nyhetsrapportering i etablerade medier, men som inte publicerats vetenskapligt anses ofta otillräckliga som enda grund för en akademisk uppsats, eftersom akademiska publikationer måste säkerställa vetenskaplig grund och bör påvisa vetenskapligt nyhetsvärde. 
Ett vanligt problem med information som är tillgänglig på internet är att det är frestande att plagiera genom att kopiera och klistra in långa citat i sin egen uppsats, istället för att referera källor genom att sammanfatta sin tolkning av källan med egna ord. Ofta glömmer författare bort att uppge källa, vilket gör att uppgifter sprids som läsaren inte kan kontrollera och värdera. Många lärare använder verktyg för automatisk plagiatkontroll för att upptäcka om uppsatsen domineras av långa citat.

### Wikipedia som källa
Att använda Wikipedia som källa är allt vanligare bland skribenter eftersom det går snabbt att hitta faktauppgifter här, och för att internetsökningar ofta resulterar i träffar på Wikipedia. Wikipediaartiklars trovärdighet är starkt varierande, men kan bedömas med enkla kriterier. För författare är Wikipedias artiklar främst användbara för att hitta auktoritativa källor.
Wikipedia, liksom andra uppslagsverk, har karaktär av tertiärkälla. Universitetslärare accepterar i allmänhet inte att akademiska uppsatser (enbart) vilar på sådana källor, därför att studenten med sitt val av källor ska bevisa uppsatsens akademiska nivå och vetenskapliga aktualitet. Wikipedia förekommer i princip aldrig i källhänvisningar i forskningspublikationer. Det förekommer att universitets- och gymnasielärare låter sina elever bidra till Wikipedia, bland annat för att förmedla ett källkritiskt förhållningssätt.

### Förslag till ytterligare kriterier
Utöver de fyra traditionella kriterierna ovan har en svensk studie från år 2000 föreslagit följande kriterier för källkritik på internet, här sammanfattade:
- världsbild och kunskapssyn som tendens: Exempelvis: Har källan globalt perspektiv på artikelämnet, eller finns det källor med annan kulturell hemvist som ger en annan skildring? Återger källan ett ensidigt specialistperspektiv? Skiljer den mellan å ena sidan fakta/tolkningar/förklaringar och å andra sidan åsikter?
- trovärdighet: Brukar källor med liknande domännamn (URL) vara trovärdiga? Erbjuder källan källhänvisningar? Har källan ett tvärsäkert tonläge? Har språket brister? Är det en dålig översättning från annat språk?
- källans förutsättningar och egenskaper: Saknar källan datum och kan ha cirkulerat i många år? Går det att kontrollera källans uppgifter? Hur har uppgifterna samlats in? Vilka övriga fel kan källan vara behäftad med?

## Forskningspublikationers trovärdighet
Vetenskapliga publikationer anses i moderna samhällen ha hög trovärdighet därför att forskare är experter på sina områden, de lägger i allmänhet ned betydligt mer tid än exempelvis journalister på varje artikel, och de har i uppdrag att sakligt söka ny faktabaserad kunskap med hjälp av systematiska vetenskapliga metoder snarare än att argumentera för åsikter. I synnerhet grundforskning ska vara fri och obunden av ekonomiska intressen. Vetenskapliga publikationer referentgranskas vanligen anonymt av oberoende kolleger innan publicering. Även en lärobok utgiven på ett akademiskt förlag granskas och betraktas som vetenskaplig publikation. Forskningens kvalitet varierar emellertid, forskare kan ha motstridiga uppfattningar, enstaka små studier kan motsägas av andra mer tillförlitliga studier, och forskningsfusk förekommer. Ett källkritiskt förhållningssätt krävs därför för att värdera olika vetenskapliga källor mot varandra.
Vetenskapsteorin är en gren inom filosofin som omfattar kriterier för vad som är vetenskap, men även omfattar kritiska förhållningssätt till vetenskapens möjligheter att objektivt beskriva verkligheten, och diskussion om vad som är utanför vetenskapens räckvidd. Vetenskapen beskrivs som tillfälliga paradigm och modeller av verkligheten som ständigt falsifieras och ersätts av nya modeller. Gamla forskningspublikationer kan därför vara grundade på synsätt som idag ifrågasätts starkt. Vetenskap betraktas inom vetenskapsteorin inte som absolut sanning, utan som användande av systematiska metoder för att producera ny kunskap. Innebörden av detta varierar mellan discipliner och vetenskapsteoretiska uppfattningar, men kan innefatta metoder att förkasta ogrundade hypoteser och att bygga konsistenta och effektiva modeller och teorier i syfte att förklara observationer eller förutsäga skeenden.

### Ovetenskapliga och diskutabla källor

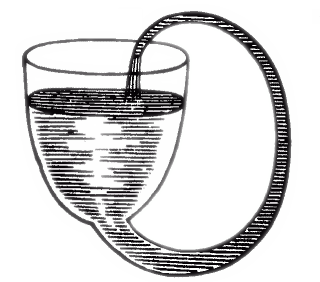
Många fenomen har framkastats som vetenskaplig sanning, trots att de inte kunnat bevisas. Ett sådant exempel är evighetsmaskinen.

Följande typer av hypoteser och läror har låg eller diskutabel tillförlitlighet som vetenskapliga källor:
- Vidskepelse, religiösa trosuppfattningar och politiska ideologier är inte, och försöker vanligen inte ge sken av att vara, vetenskapliga.[35]
- Pseudovetenskap (kvasivetenskap) är en lära som inte uppfyller grundläggande kriterier för vad som är en vetenskaplig teori,[36] men vars förespråkare försöker ge sken av att det är en vetenskap. Exempelvis kan läran inte vara testbar och falsifierbar, ha brister i reproducerbarhet, eller omfatta komplicerade ad hoc-hypoteser för att bortförklara resultat som motsäger lärosatser, istället för att acceptera en enklare alternativ förklaringsmodell. Sådana läror publiceras sällan av akademiska förlag, men kan synas i populärvetenskaplig litteratur.
- Skräpvetenskap (engelska: junk science) drivs av att nå ett på förhand uppsatt resultat. Forskaren har en egen agenda som färgar experiment, metoder och tolkning av resultat.[37]
- Protovetenskap är en ny hypotes som ännu inte fått status som vare sig vetenskaplig teori eller pseudovetenskap.[38]
- Marginalvetenskap är vetenskapliga teorier som inte stämmer med den etablerade uppfattningen bland forskare och med det rådande paradigmet, men som ändå uppfyller kriterier för vetenskaplighet.[39] Många av de mest betydelsefulla vetenskapliga teorierna började som marginalvetenskaper.
- Grå litteratur, exempelvis studentuppsatser och tekniska rapporter, eller forskares bloggar och pressmeddelanden, kan också innefatta evidensbaserad ny kunskap, men har inte granskats tillräckligt av experter och har därför inte status som vetenskapliga publikationer. Det kan vara användbart som komplement till mer auktoritativa referentgranskade källor eller tillfälligt i väntan på akademisk publicering.
- Populärvetenskap är inte att betrakta som vetenskapliga publikationer, utan kan innefatta förenklingar och liknelser. Populärvetenskapliga publikationer skrivs ibland av personer med forskarexamen, men som kan uttala sig om frågor där de inte är experter, och ibland av författare som själva inte är forskare.

### Publikationers anseende
Forskningspublikationer återfinnes i citeringsdatabaser som exempelvis Google Scholar och Web of science. Där kan man även se vilka akademiska källor som har refererats av ett stort antal andra forskare. Sådana betydelsefulla källor sägs ha stor "impact factor", vilket kan bero på att de hade stort nyhetsvärde och uppfattas som trovärdiga, och mer sällan på att de har kritiserats av många. Se bibliometri och citeringsanalys.
Vetenskapliga tidskrifter och konferenser som har låg acceptansfrekvens, det vill säga där många bidrag blir refuserade på grund av höga kvalitetskrav, anses mer trovärdiga. De läses av fler, blir mer ofta citerade, artiklarna får därmed högre impact factor och tidskriften får högre tidskriftsrankning. Det finns en rad listor över tidskriftsrankning. Vetenskapliga tidskrifter har vanligen högre kvalitetskrav än konferenser, och tidskriftsartiklar anses därför vanligen mer trovärdiga än konferenspublikationer.
Inom många områden, exempelvis medicin och psykologi, kan resultat av en enskild klinisk studie vara alltför metodberoende eller motsägas av andra studier. Nyskrivna så kallade metastudier och översiktsartiklar har högre trovärdighet, där resultat från många studier sammanställs och värderas. Översiktsverk såsom "survey articles", läroböcker och uppslagsverk kan vara lättare att förstå än forskningspublikationer, men förenklar ibland presentationen av utrymmesskäl och pedagogiska skäl, så att risk för missförstånd uppstår. De är användbara för att få en introduktion till ett ämnes mest centrala begrepp och för att hitta de mest framstående källorna, men att citera sådana tertiärkällor accepteras inte i vissa forskningspublikationer, bland annat eftersom det gör att den som skriver översiktsartikeln får citeringar istället för den som ursprungligen producerade forskningsresultatet.

### Metoders bevisvärde
Kriterier för evidensgrad eller bevisvärde används inom bland annat medicinsk forskning för att klassificera metoder och rekommendationer. Exempelvis har randomiserade experiment med dubbelblindtest högre bevisvärde än epidemiologiska studier (att studera befolkningsstatistik i efterhand), eftersom det är svårt att isolera vad som är orsak och verkan i det senare fallet. Emellertid kan metoderna mäta olika saker, och bevisvärdet kan därför höjas om metoderna får komplettera varandra.
Synen på vetenskaplig metod varierar mellan olika discipliner. Inom samhällsvetenskap och humaniora finns en tilltro till kvalitativ metod, ibland som komplement till kvantitativ metod.

## Uppmärksammande för att arbeta med källkritik
I Sverige högtidlighölls källkritikens dag den 13 mars första gången under 2017 på initiativ av Viralgranskaren (redaktion på numera nedlagda tidningen Metro, senare ombildad som Källkritikbyrån). Internetstiftelsen, tillsammans med Viralgranskaren/Källkritikbyrån, delar under eller kring den dagen ut priset Det gyllene förstoringsglaset till någon som har förmedlat källkritiskt tänkande till ungdomar.
Föreningen Vetenskap och folkbildning är en del av skeptikerrörelsen och delar varje år ut utmärkelserna Årets folkbildare till någon som populariserat vetenskap, och Årets förvillare till någon som har spridit pseudovetenskap och främjat auktoritetstro.